# Adam Pfeifer
Adam Pfeifer (ur. 1901, zm. ?) – zbrodniarz nazistowski, członek załogi niemieckiego obozu koncentracyjnego Dachau. SS-Rottenführer.
Członek SA (od 1 listopada 1933), NSDAP (od marca 1941) i SS (od 1 września 1944). W sierpniu 1943 rozpoczął służbę jako strażnik w podobozie KL Dachau – Allach. 28 września 1943 przeniesiony został do podobozu Gemering, po czym skierowano go na krótki czas do służby w obozie głównym Dachau. 10 grudnia 1944 powrócił do Allach, gdzie pozostał do 25 kwietnia 1945. Brał udział w ewakuacji obozu.
W procesie załogi Dachau (US vs. Johann Baumgartner i inni), który miał miejsce w dniu 20 listopada 1946 przed amerykańskim Trybunałem Wojskowym w Dachau skazany został na 2,5 roku pozbawienia wolności.